# Diario de Murasaki Shikibu

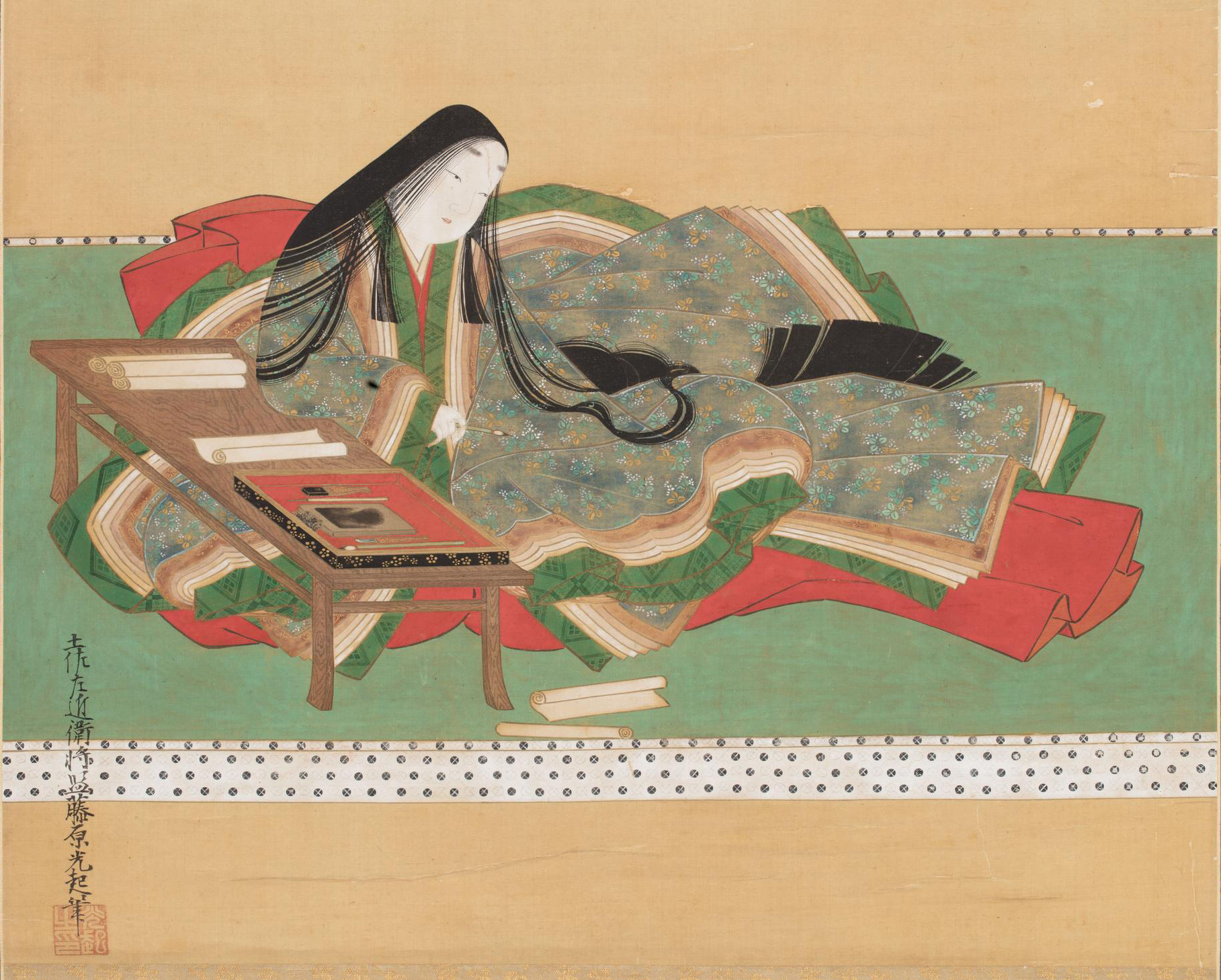
Del autor Tosa Mitsuoki, Murasaki Shikibu componiendo su novela Genji Monogatari.

Murasaki Shikibu nikki es un diario escrito por Murasaki Shikibu (978-1004), dama de la corte Heian.
En japonés el nombre del libro se escribe 紫式部日記 (Murasaki Shikibu Nikki).

## Contenido
Con una base budista amidista de fondo (Rubio 2007: 105), y enmarcado en los diarios femeninos del período Heian, este diario contiene información acerca de las actividades diarias de la corte, así como la relación de la dama con otras damas, como con su rival literaria Sei Shonagon. Este diario tiene de especial que recoge los pocos datos que sabemos de Murasaki Shikibu, autora del Genji Monogatari.

## Otras lecturas
- Gatten, Aileen (2007). "Reviewed Work: Objects of Discourse: Memoirs by Women of Heian Japan by John R. Wallace", artículo en inglés publicado en la revista Journal of Japanese Studies, 33 (1): págs. 268-273; invierno de 2007
- Sorensen, Joseph (2012): "The Politics of Screen Poetry", artículo en inglés publicado en la revista The Journal of Japanese Studies, 38 (1): págs. 85-107; invierno de 2012
- Yoda, Tomiko (2000): "Literary History against the National Frame", artículo en inglés publicado en la revista Positions: East Asia Cultures Critique, 8 (2): págs. 465-497; otoño de 2000